# Avengers Confidential: La Vedova Nera & Punisher
Avengers Confidential: La Vedova Nera & Punisher (アベンジャーズ コンフィデンシャル: ブラック・ウィドウ & パニッシャー, Abenjāzu Konfidensharu: Burakku Widō & Panisshā, titolo inglese: Avengers Confidential: Black Widow & Punisher) è un film anime del 2014 direct-to-video di supereroi della Madhouse. Il film è prodotto da SH DTV AC BW&P Partners (altra partnership della Marvel Entertainment) con Sony Pictures Entertainment Japan e Madhouse. Appartiene alla serie Marvel Anime.

## Trama
Il Punitore colpisce il commerciante di armi del mercato nero Cain che è in possesso di tecnologia rubata dello S.H.I.E.L.D. Colpisce Cain incosciente e lo prende in ostaggio, interferendo inavvertitamente con la missione segreta dell'affascinante agente Natasha Romanoff, alias la Vedova Nera, che consiste nel scoprire un complotto terroristico molto più ampio sotto l'indagine dello S.H.I.E.L.D. Vedova Nera tenta di sottomettere il Punitore e Cain mentre i due si scontrano riesce a fuggire. Lo S.H.I.E.L.D. prende in custodia il Punitore. Avendo perso il loro unico vantaggio, il direttore Nick Fury offre al Punitore la libertà, ma in cambio deve andare in missione con Vedova Nera per localizzare Cain e fermare il gruppo terroristico globale noto come LEVIATHAN, che ha intenzione di mettere all'asta la tecnologia rubata al miglior offerente.
Seguono Cain in una base Leviathan in Slovenia e scoprono un laboratorio pieno di container contenenti spie che sono state trasformate in soldati superpotenti da Orion. Il Punitore cattura Cain, ma quest'ultimo attiva una funzione speciale sul suo cellulare che emette un lampo accecante di luce direttamente sulla faccia del Punitore e gli fa perdere tempo. Quando arriva il Punitore, Cain è già fuggito. La Vedova Nera, senza saperlo, incrocia i passi dell'ex amante ed ex agente dello S.H.I.E.L.D., Elihas Starr, che si presumeva morto ma invece lavorava per Leviathan. Si rivela il creatore del siero del super soldato e lo ha fatto per diventare degno di stare con lei, sperando che lei si unisse a lui. Vedova Nera rifiuta e combattono mentre il Punitore fa esplodere gli esplosivi intorno alla base. Il Punitore porta via Vedova Nera ed Elihas scompare. Il Punitore mostra che ha rubato il cellulare di Cain, ma non sono in grado di recuperare alcuna informazione a causa della sua crittografia molto sicura. Il super genio dello S.H.I.E.L.D., Amadeus Cho decodifica il telefono ma inconsapevolmente attiva la funzione luce. Quando arrivano, è stato attivato un conto alla rovescia di emergenza che segnala un'imminente esplosione. Il Punitore improvvisamente attacca Vedova Nera e uccide diversi agenti dello S.H.I.E.L.D. Incapace di fermare il conto alla rovescia, Amadeus incenerisce il cellulare, distruggendolo completamente, e il Punitore riesce a uscire dallo stato in cui si trovava. Vedova Nera racconta a Fury della tecnologia di lavaggio del cervello di Elihas, sospettando che stesse controllando il Punitore e difende la sua prigionia. Fury rivela alcune precedenti conoscenze preliminari della tecnologia Leviathan basate su progetti dello S.H.I.E.L.D. sul controllo mentale, che non erano mai stati completamente implementati, informando Vedova Nera che a lei e il Punitore erano stati specificamente assegnati alla missione perché lo S.H.I.E.L.D. aveva delle contingenze in atto nel caso in cui uno o entrambi fossero stati trasformati. Lo stesso rischio non poteva essere preso con i Vendicatori a causa della natura potente della tecnologia. Fury sa anche che Elihas ha rubato dati riservati dallo S.H.I.E.L.D. compresi dei campioni di sangue dei Vendicatori da usare per il suo progetto. Ordina a Vedova Nera di completare la missione da sola.
Arrabbiata dal fatto che Fury avrebbe sacrificato entrambi, Vedova Nera va contro i suoi ordini e prende con sé il Punitore. Si dirigono a Hong Kong per incontrare Ren, un gestore di informazioni con legami con la malavita del mondo criminale, che fornisce loro l'ora e il luogo dell'asta: a Mandripoor quella stessa notte. L'asta ha inizio e Elihas viene avvisato della presenza di Vedova Nera e del Punitore. Sono immediatamente circondati dai super soldati. Hulk e Amadeus si uniscono allo scontro ed Elihas attiva la tecnologia di controllo mentale, ma il Punitore protegge Vedova Nera mentre Hulk è protetto da un rivestimento di nano-dispositivo sugli occhi, creato da Amadeus, che blocca i segnali di trasmissione. Il Punitore e Vedova Nera lo usano su se stessi prima di essere attaccati da altri soldati. Vedova Nera insegue Elihas e combattono su una passerella sopra la quale si tiene l'asta dei nuovi soldati. Un potente calcio di Elihas manda Vedova Nera oltre la ringhiera della passerella ma riesce a resistere. Rendendosi conto che la ama ancora, Elihas la porta in salvo e si baciano. I due si uniscono per recuperare un interruttore di emergenza da Orion che Elihas ha creato come precauzione di sicurezza contro i super-soldati. Occhio di Falco, Iron Man, Thor, War Machine e Capitan Marvel arrivano e violano la sala delle aste. Insieme al Punitore, Hulk e Amadeus combattono contro le truppe di Leviathan. Vedova Nera ed Elihas affrontano Orion che li attacca, ma riescono ad ottenere il controllo dell'interruttore e ad attivarlo, disabilitando tutti i bio-soldati attivi. Il Punitore trova Elihas e si muove per sparargli, distraendo Vedova Nera che sta ancora combattendo contro Orion. Orion le spara un colpo fatale, ma Elihas salta in mezzo e viene colpito. Il Punitore uccide Orion ed Elihas muore tra le braccia di Vedova Nera.
In seguito, Fury ordina a Vedova Nera di arrestare il Punitore, che rischia l'ergastolo per aver ucciso Orion, e si assicura che questa volta rimanga rinchiuso. Lei invece lo rilascia quando Fury se ne va, dicendo "È perché fai le cose a modo tuo, e io faccio le cose a modo mio...", e getta le manette nell'oceano. Più tardi a Miami, il Punitore rintraccia Cain e lo uccide.

## Personaggi e doppiatori
| Personaggi                     | Doppiatori giapponesi | Doppiatori inglesi           | Doppiatori italiani       |
| ------------------------------ | --------------------- | ---------------------------- | ------------------------- |
| Natasha Romanoff / Vedova Nera | Miyuki Sawashiro      | Jennifer Carpenter           | Domitilla D'Amico         |
| Frank Castle / Punitore        | Tesshō Genda          | Brian Bloom                  | Alberto Bognanni          |
| Elihas Starr / Testa d'Uovo    | Hiroki Tōchi          | Grant George                 |                           |
| Guardiano Rosso                | Hiroki Tōchi          | Grant George                 | Massimiliano Virgilii     |
| Orion                          | Masashi Sugawara      | JB Blanc                     | Norman Mozzato            |
| Cain                           | Ryūzaburō Ōtomo       | Kyle Hebert                  | Stefano Valli             |
| Tony Stark / Iron Man          | Keiji Fujiwara        | Matthew Mercer               | Angelo Maggi              |
| Amadeus Cho                    | Daisuke Namikawa      | Eric Bauza                   | Lorenzo Accolla           |
| Maria Hill                     | Junko Minagawa        | Kari Wahlgren                | Lidia Perrone             |
| Clint Barton / Occhio di Falco | Shūhei Sakaguchi      | Matthew Mercer               |                           |
| Bruce Banner / Hulk            | Yuichi Karasuma       | Fred Tatasciore              | Giorgio Bassanelli Bisbal |
| Ren                            | Hisashi Izumi         | Fred Tatasciore              | Stefano Mondini           |
| Nick Fury                      | Hideaki Tezuka        | John Eric Bentley            | Paolo Buglioni            |
| Barone Helmut Zemo             |                       | Eric Bauza (non accreditato) |                           |

Inoltre, Thor, War Machine, Captain Marvel, Sinistro Mietitore, Graviton, Griffin, Taskmaster, Conte Nefaria e il Barone Helmut Zemo compaiono anche in ruoli non accreditati.

## Distribuzione
Il film è stato distribuito il 3 settembre 2014 in Giappone ed è stato distribuito in Nord America su DVD e Blu-ray il 25 marzo 2014, mentre su internet è stato pubblicato l'11 marzo 2014. In Italia è stato pubblicato in Home video (DVD e Blu-ray) il 17 settembre 2014.

## Featurette
I dischi hanno due featurette: Spionaggio e castigo (Espionage and Punishment, 10 minuti) e Il vigilante contro la spia (The Vigilante Vs. The Spy, 9 minuti). Il Blu-ray ha un ulteriore bonus aggiuntivo, la Conceptual Art Gallery. Spionaggio e castigo mostra l'adattamento dei personaggi agli anime e un making of del film, compresi i primi concept art e gli storyboard. Il vigilante contro la spia descrive Frank Castle (Punitore) e Natasha Romanoff (Vedova Nera).

## Accoglienza

### Critica
IGN gli ha assegnato un punteggio di 8 su 10, dicendo "Avengers Confidential: La Vedova Nera & Punisher è un'offerta animata complessa ed efficace della Marvel". Den of Geek gli ha assegnato un punteggio più negativo di 2 su 5, criticando il dialogo e la caratterizzazione ma lodando le scene di combattimento.

### Incassi
Il film è stato prodotto con budget di 1,1 milioni di dollari. Il film ha guadagnato 723.507 dollari da vendite di DVD domestici e 635,698 dollari da Blu-ray domestici, portando le vendite totali di home video a 1,359,205 dollari.